# Stahl House
Stahl House, även känt som Case Study House #22,  är ett modernistiskt hus designat av arkitekten Pierre Koenig. Den L-formade byggnaden är uppförd på en hög sluttning, husets södra flygel är helt inglasad från golv till tak, och samtliga rum har utsikt över Los Angeles.

## Bakgrund
Pierre Koenig ritade 1959 huset åt fotbollsspelaren C. H. "Buck" Stahl, som köpte tomten vid Hollywood Hills 1954, och själv arbetat på modeller för sitt hus, redan innan han anlitade Pierre Koenig.  
Huset blev en del i en studie av husprogram för tidskriften Arts & Architecture, om experimentell bostadsarkitektur. 1960 presenterade Arts & Architecture den färdiga byggnaden för sina läsare. 
Huset har använts i många modefotograferingar, filmer och reklamkampanjer, och blev 1960 berömt genom ett fotografi av den amerikanske arkitekturfotografen Julius Shulman.
Som en del av Case Study Houses-programmet, anses huset vara en ikonisk representation av modern arkitektur i Los Angeles under 1900-talet. Den 24 juli 2013 lades Stahl House till i National Register of Historic Places.

## Galleri

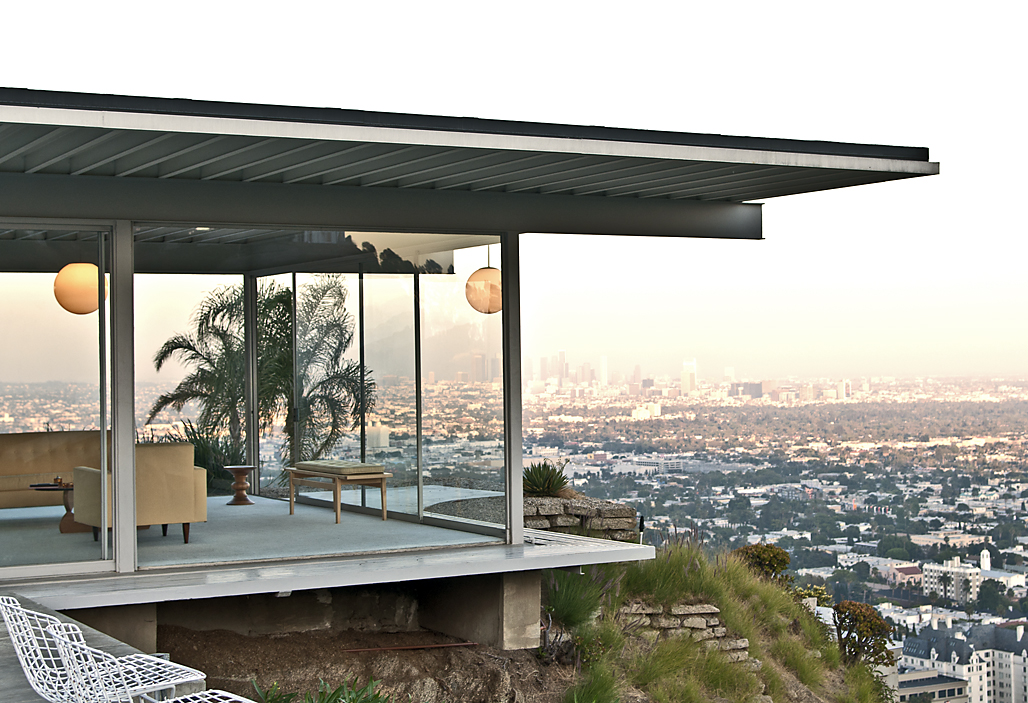
Vy över Los Angeles.
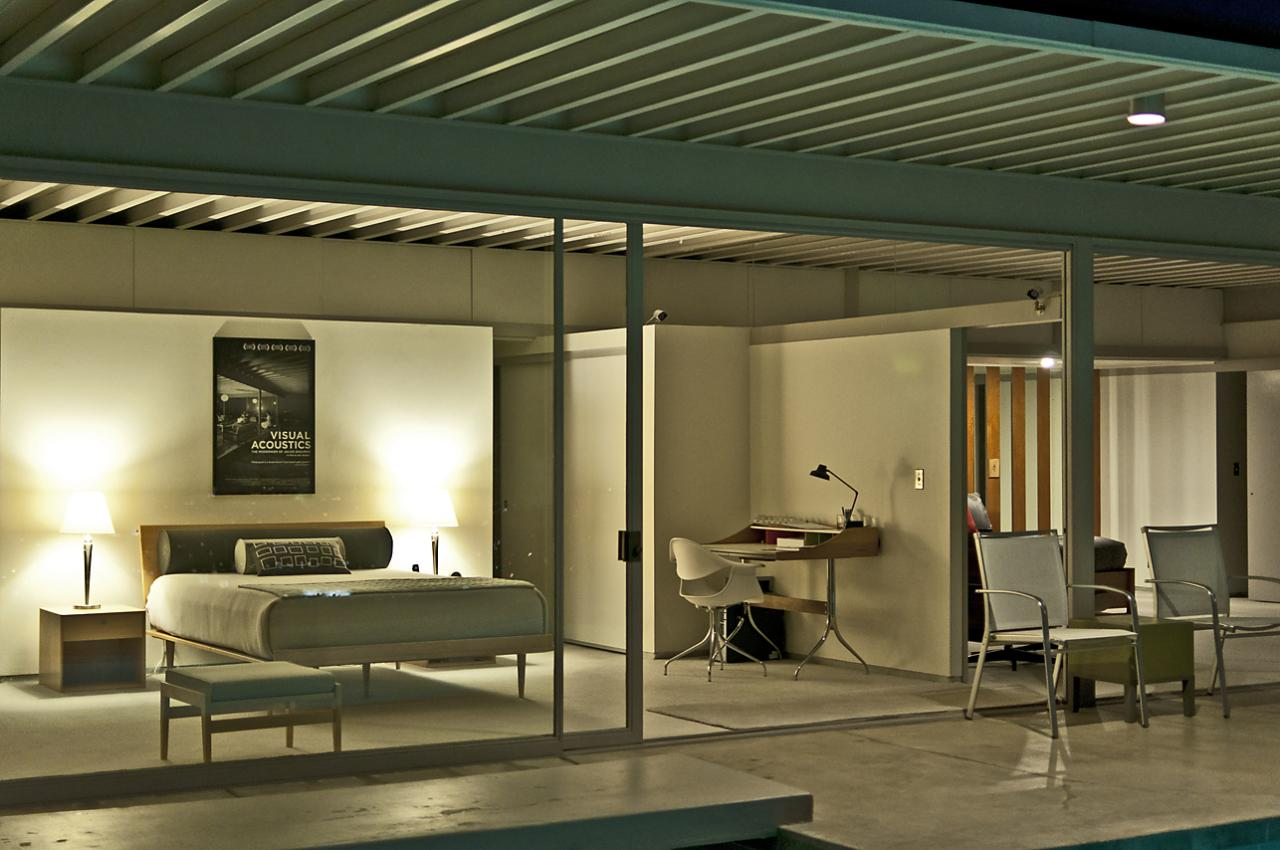
Sovrum.
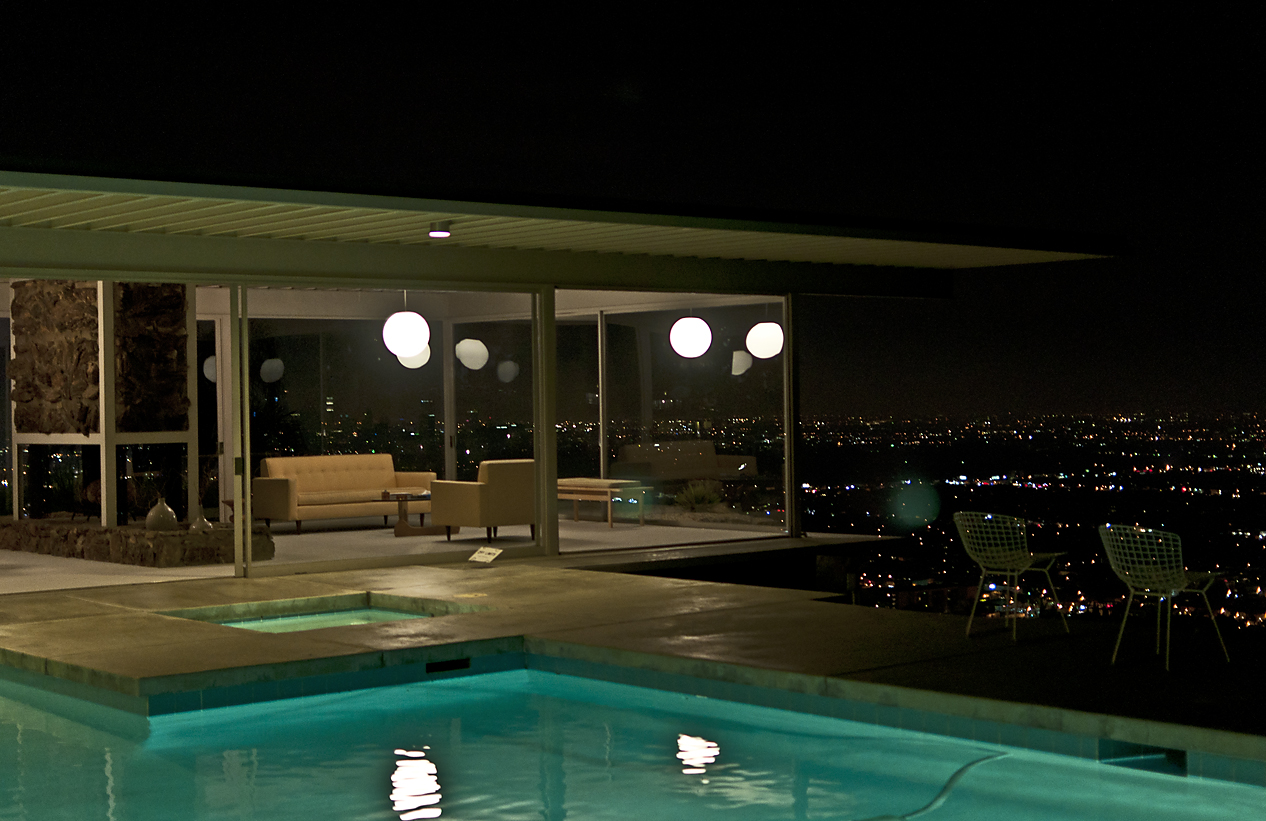
Vy över Los Angeles.